# 아시안 게임 소프트볼
아시안 게임 소프트볼은 1990년 아시안 게임부터 2014년 아시안 게임까지 진행되었던 경기 종목이다. 현재 여자 종목만 진행되고 있다.

## 대회 결과
| 연도 | 개최지                     |      | 우승               | 준우승        | 3위 |
| ---- | -------------------------- | ---- | ------------------ | ------------- | --- |
| 1990 | 중국 베이징                | 중국 | 일본               | 중화 타이베이 |     |
| 1994 | 일본 히로시마              | 중국 | 일본               | 중화 타이베이 |     |
| 1998 | 태국 방콕                  | 중국 | 일본               | 중화 타이베이 |     |
| 2002 | 대한민국 부산              | 일본 | 중국 중화 타이베이 | 공동 은메달   |     |
| 2006 | 카타르 도하                | 일본 | 중화 타이베이      | 중국          |     |
| 2010 | 중국 광저우                | 일본 | 중국               | 중화 타이베이 |     |
| 2014 | 대한민국 인천              | 일본 | 중화 타이베이      | 중국          |     |
| 2018 | 인도네시아 자카르타·팔렘방 | 일본 | 중화 타이베이      | 중국          |     |
| 2022 | 중국 항저우                | 일본 | 중국               | 중화 타이베이 |     |

## 메달 집계
| 순위 | 국가          | 금메달 | 은메달 | 동메달 | 합계 |
| ---- | ------------- | ------ | ------ | ------ | ---- |
| 1    | 일본          | 6      | 3      | 0      | 9    |
| 2    | 중국          | 3      | 3      | 3      | 9    |
| 3    | 중화 타이베이 | 0      | 4      | 5      | 9    |